# فلويلا فيسورن
فلويلا فيسورن (بالإنجليزية: Flüela Wisshorn)‏ هو أحد جبال سلسلة جبال الألب سيلفريتا ويقع في كانتون غراوبوندن في سويسرا. يحتل المرتبة رقم 179 في قائمة جبال سويسرا من حيث الارتفاع، إذ يبلغ ارتفاعه حوالي 3085 متر، بينما يبلغ ارتفاع نتوء الجبل 632 متر، هذا وقد سجل أول وصول لقمة الجبل عام 1880.